# Than mỏ
Than mỏ được tạo thành do thực vật bị vùi lấp dưới đất và phân hủy dần, bị nén dưới áp suất cao, nhiệt độ lớn trong hàng triệu năm. Thời gian thành tạo càng dài, than càng già và hàm lượng cacbon trong than càng cao.

## Phân bố
Các mỏ than phân bố nhiều nhất ở các nước Bắc Bán cầu: Trung Quốc, Nga, các nước châu Âu, Canada, Mỹ...
Tại Việt Nam mỏ than lớn nhất của Việt Nam ở Quảng Ninh.
Mức sản xuất than của các nước trên thế giới trung bình là 5 tỉ tấn/năm.

## Cảnh báo
Trong việc khai thác than có thể sẽ diễn ra cháy nổ do các có khí dễ cháy như là khí CH4 (Metan) nó sinh ra trong lò than tích tụ lại. Con người chúng ta không thể ngửi thấy mùi được vì thế ta không dùng đèn cầy, đèn dầu khi xuống mỏ mà dùng đèn pin, đèn điện được ngăn cách dùng điện trong và ngoài đèn. Cẩn thận với những thuốc nổ đặt trong lò, khai thác than phải đảm bảo an toàn trong mỏ.

## Phân loại
Than mỏ gồm các loại: than đá, than mỡ, than non, than gỗ, than xương và than bùn.dầu mỏ được phân bố ở các rừng